# Теодореску, Моника
Моника Теодореску (нем. Monica Theodorescu; род. 2 марта 1963, Халле, Северный Рейн-Вестфалия) — немецкая конница, трёхкратная олимпийская чемпионка в командной выездке (1988, 1992 и 1996).

## Биография
Моника родилась 2 марта 1963 года в городе Халле, Северный Рейн-Вестфалия. Её отец, известный конник и тренер Георге Теодореску (1925—2007), участник Олимпийских игр 1956 года, уехал из Румынии в 31 год.
В 1990 году стала чемпионом мира в командной выездке. В 2012 году немецкий олимпийский комитет назначил Монику Теодореску главным тренером национальной команды по выездке. После смерти Хольгера Шмецера этот пост временно занимал Йонни Хильберат, а с 1 ноября Теодореску стала первой в истории немецкого конного спорта женщиной, возглавившей национальную команду.